# النهار دراما
النهار دراما هي قناة تابعة لـ شبكة تليفزيون النهار ومتخصصة في عرض الأعمال الدرامية، القناة تم بدء بثها في نهاية عام 2011 لتكون ثاني قناة في شبكة تليفزيون النهار، تميزت القناة بعرضها للمسلسلات القديمة والتاريخية والجديدة لإرضاء كافة أذواق الشارع المصري والمشاهد المتابع لها وتميزت في الوسط الإعلامي المصري بأخذها المتجدد لعروض المسلسلات الحصرية سواء خارج رمضان أو داخل السباق الرمضاني وتبث القناة على تردد 11785 عمودي معدل الترميز 27500 على القمر المصري نايل سات والآن على العرب سات تردد 12687 أفقي ومعدل الترميز 27500